# Yasagure Anegoden: Sōkatsu Rinchi
Yasagure Anegoden: Sōkatsu Rinchi (jap. やさぐれ姐御伝　総括リンチ, dt. etwa: „Das Leben einer obdachlosen Gangsterbraut: Umfassende Lynchjustiz“), internationaler Titel: Female Yakuza Tale: Inquisition and Torture, ist ein Sexploitationfilm der japanischen Filmgesellschaft Tōei aus dem Jahr 1973. Das Werk basiert auf einer literarischen Vorlage von Tarō Bonten, der in einer Nebenrolle mitwirkt. Regie führte Teruo Ishii.
Die Inszenierung ist eine Fortsetzung von Furyō Anegoden: Inoshika Ochō unter der Regie von Norifumi Suzuki. Der Film ist ein Vertreter des Pink Eiga, wenngleich Tōei den Begriff Pinky Violence für die hauseigenen Produktionen wählte.
Der Erotikfilm erschien am 7. Juni 1973 in den Lichtspielhäusern Japans. Eine deutsche Veröffentlichung steht noch aus.

## Handlung
Die begnadete Schwertkämpferin Ochō Inoshika trifft in der japanischen Hafenstadt Kōbe ein, um dem ermordeten Oberhaupt des Ōgi-Clans die letzte Ehre zu erweisen – einem Paten, der sich einst für sie einsetzte und dafür ein Fingerglied verlor. Aufgrund einer Verwechslung gerät die Schönheit kurz nach ihrer Ankunft in die Fänge von zwielichtigen Gangstern, die sie zunächst mit Rauschgiften betäuben, dann misshandeln und einer brutalen Untersuchung ihrer Vagina unterwerfen. Als die Männer den Irrtum bemerken – die Bande missbraucht die Geschlechtsorgane von weiblichen Kurieren für den Drogenschmuggel – lassen sie von ihr ab. Das gedemütigte Opfer verliert daraufhin das Bewusstsein. Als Ochō wieder erwacht, befindet sie sich mit einem Messer in der Hand neben einer Frauenleiche, deren Geschlechtsteil verstümmelt wurde. Die Ermordete ist Teil einer brutalen Mordserie, die die Metropole seit geraumer Zeit erschüttert. Ochō soll der Serienmord untergeschoben werden – der plötzlich auftauchender Ex-Yakuza Jōji verhilft ihr glücklicherweise zur Flucht.
Entwürdigt und verbittert geht die Kämpferin jener mysteriösen Mordserie auf den Grund; gleichzeitig versucht sie ihre Peiniger zur Rechenschaft zu ziehen. Im Verlauf der Handlung kreuzt die Hauptdarstellerin mehrmals die Wege des Ex-Häftlings und Ōgi-Yakuzas Jōji, der Goda, den unrechtmäßigen neuen Führer der kriminellen Organisation, töten will. Zudem begegnet sie auch der Nonne und Bandenführerin Yoshimi, die ebenfalls den unbekannten Serienmörder jagt, da sie den Täter für die Ermordung mehrere Bandenmitglieder verantwortlich macht. Außerdem verbündet sich Ochō mit einer Zuhälterin, deren Liebesdamen unfreiwillig als Drogenkuriere fungieren.
Irgendwann bandelt Ochō mit Goda an, der im Geheimen jenen lukrativen Drogenhandel betreibt, um ausstehende Spielschulden zu begleichen. Ochō kommt dem skurrilen Drogenschmugglerring letztlich auf die Spur. In dieser Situation erweist sich Goda als kaltblütiger Despot, der seine eigene minderjährige Nichte ermorden lässt, um die eigene Machtposition zu erhalten. Dennoch wird er von Jōji und Ochō enttarnt. Am Ende des Films kommt es zu einem finalen Aufeinandertreffen der unterschiedlichen Yakuzas mit einer Gruppe aufgebrachter Frauen, die ihre männlichen Unterdrücker siegreich bekämpfen. In der letzten Szene geht Ochō einem stilisierte Sonnenuntergang entgegen, wobei ihr eine Gruppe loyaler Kämpferinnen folgt.